# Parachevreuxiella justi
Parachevreuxiella justi is een vlokreeftensoort uit de familie van de Thoriellidae. De wetenschappelijke naam van de soort is voor het eerst geldig gepubliceerd in 2011 door Lowry & Stoddart.